# Anders Norsell
Anders Norsell (i riksdagen kallad Norsell i Karlstad), född 14 oktober 1874 i Anderslöv, Malmöhus län, död 16 december 1935 i Karlstad, var en svensk politiker (socialdemokrat).
Norsell var ledamot av riksdagens andra kammare från 1922, invald i Värmlands läns valkrets. Han var gift med Alma Norsell, som var fackligt och politiskt aktiv. De är bägge begravda på Ruds kyrkogård i Karlstad.